# グレース・ウィリアムズ
グレース・ウィリアムズ（Grace Mary Williams、1906年2月19日 - 1977年2月10日）は、ウェールズ出身のイギリスの作曲家。
バリー出身。カーディフ大学を卒業した後、王立音楽大学でレイフ・ヴォーン・ウィリアムズに教えを受けた。第二次世界大戦中はリンカンシャー州グランサムに疎開し、そこで最初の交響曲である『協奏交響曲』などを書き上げた。戦後はロンドンでの教職に復帰したが、健康上の理由でウェールズに戻った。ウェールズではBBCに勤務した。

## 作品
- ウェールズの子守唄による幻想曲（1940年）
- 海のスケッチ（1944年）
- 踊り子たち（1951年）
- 交響曲第2番（1956年）
- トランペット協奏曲（1963年）
- オーケストラのためのバラード（1968年）

## 文献
- Boyd, Malcolm (1996). Grace Williams. University of Wales Press. ISBN 0-7083-1372-8